# 小行星6258
小行星6258（英語：6258 Rodin）是一颗围绕太阳公转的小行星。1973年9月30日，C. J. 万·豪敦、I. 万·豪敦-格勒内费尔德、T. 赫雷爾斯在帕洛马山发现了此天体。
这颗小行星的绝对星等为5.15187等。